# France aux Jeux olympiques d'hiver de 1994
Cet article contient des informations sur la participation et les résultats de la France aux Jeux olympiques d'hiver de 1994 à Lillehammer en Norvège.
L'équipe de France olympique  a remporté 5 médailles (1 en argent, 4 en bronze), se situant à la 17e place des nations au tableau des médailles.

## Bilan général
| Place | Sport               | Médaille d'or, Jeux olympiques | Médaille d'argent, Jeux olympiques | Médaille de bronze, Jeux olympiques | Total |
| ----- | ------------------- | ------------------------------ | ---------------------------------- | ----------------------------------- | ----- |
| 1     | Biathlon            | 0                              | 1                                  | 2                                   | 3     |
| 2     | Patinage artistique | 0                              | 0                                  | 1                                   | 1     |
| 2     | Ski acrobatique     | 0                              | 0                                  | 1                                   | 1     |
| Total | Total               | 0                              | 1                                  | 4                                   | 5     |

Après les bonnes performances à Albertville deux ans plus tôt, l'équipe de France a, selon les commentateurs, un bilan mitigé,.

## Liste des médaillés français

### Médailles d'or
| Sport              | Discipline | Sportifs | Performance |
| Médailles d'or : 0 |            |          |             |

### Médailles d'argent
| Sport                  | Discipline | Sportifs    | Performance |
| Médailles d'argent : 1 |            |             |             |
| Biathlon               | 15 km (F)  | Anne Briand |             |

### Médailles de bronze
| Sport                   | Discipline     | Sportifs                                                              | Performance |
| Médailles de bronze : 4 |                |                                                                       |             |
| Biathlon                | 4 x 7,5 km (F) | Anne Briand Véronique Claudel Delphyne Heymann-Burlet Corinne Niogret |             |
| Biathlon                | 4 x 7,5 km (H) | Patrice Bailly-Salins Thierry Dusserre Hervé Flandin Lionel Laurent   |             |
| Patinage artistique     | Simple (H)     | Philippe Candeloro                                                    |             |
| Ski acrobatique         | Bosses (H)     | Edgar Grospiron                                                       |             |

## Engagés français par sport

### Hockey sur glace
- Michel Vallière
- Petri Ylönen
- Stéphane Botteri
- Gérald Guennelon
- Christophe Moyon
- Denis Perez
- Serge Poudrier
- Bruno Saunier
- Steven Woodburn
- Benjamin Agnel
- Stéphane Arcangeloni
- Stéphane Barin
- Arnaud Briand
- Sylvain Girard
- Benoît Laporte
- Éric LeMarque
- Pierrick Maïa
- Franck Pajonkowski
- Pierre Pousse
- Antoine Richer
- Franck Saunier
- Christophe Ville

- Entraîneur : Kjell Larsson

### Patinage de vitesse sur piste courte
- Laure Drouet